# Parafia Najświętszej Maryi Panny Wniebowziętej w Lenartowicach
Parafia Najświętszej Maryi Panny Wniebowziętej w Lenartowicach – parafia rzymskokatolicka znajdująca się w diecezji kaliskiej, w dekanacie Pleszew.